# Geysir

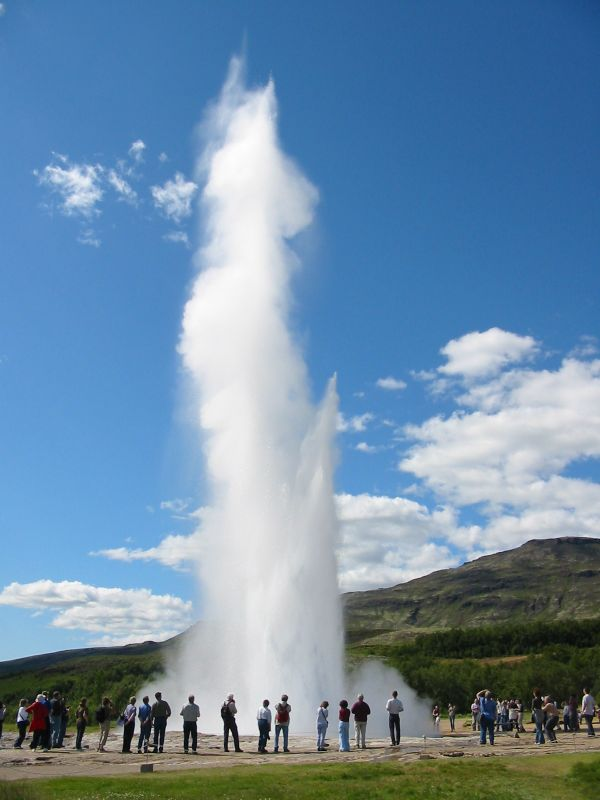
Geysir Strokkur auf Island

Ein Geysir [ˈgaɪ̯ziːɐ̯], auch Geiser [ˈɡaɪ̯.zɐ], ist eine heiße Quelle, die ihr Wasser in regelmäßigen oder unregelmäßigen Abständen als Fontäne ausstößt. Einen solchen Ausbruch bezeichnet man als Eruption. Namengebend für Geysire ist der Große Geysir auf Island.

## Etymologie
Die Bezeichnung Geysir (Geiser) wurde im 19. Jahrhundert aus dem isländischen geysir (Name der vorhin erwähnten heißen Springquelle, dann als Appellativ verallgemeinert für alle derartigen Phänomene) entlehnt. Es handelt sich um ein Nomen Agentis zum schwachen Verb geysa „in heftige Bewegung versetzen, hervorstürmen, -stürzen“, das wiederum das Frequentativum des Verbs gjósa „hervorbrechen, -sprudeln, -stürzen“ ist.

## Ähnliche Erscheinungen
Weitere postvulkanische oder mit Thermalquellen in Zusammenhang stehende Erscheinungen:
- Schlammvulkan
- Fumarole
- Mofette
- Schwarze Raucher
- Solfatare
- Siedeverzug

## Vorkommen

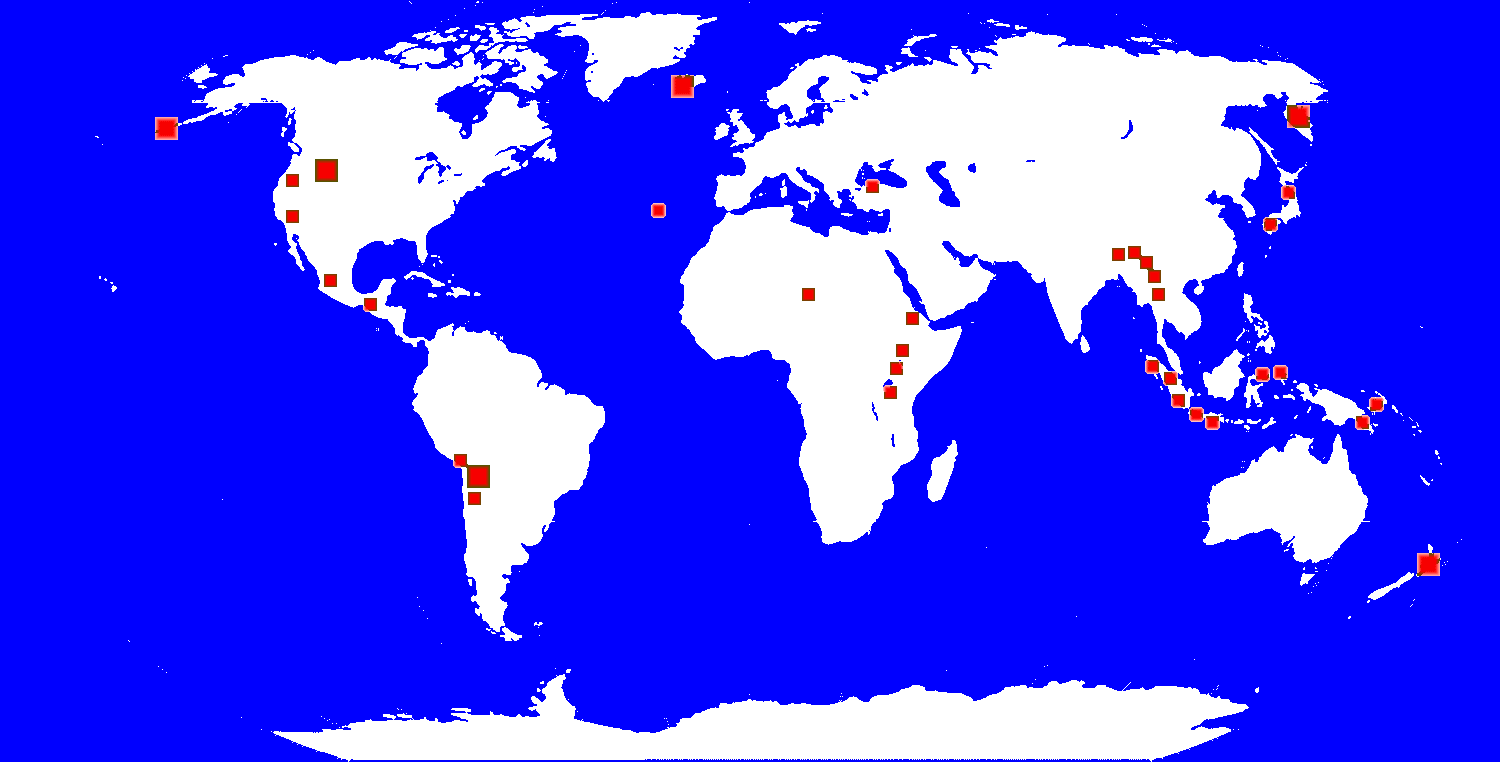
Vorkommen von Geysiren

Geysire erfordern eine spezielle Kombination von geologischen und klimatischen Bedingungen, die nur an wenigen Orten großflächig bestehen. Geysire sind von drei Faktoren abhängig: einer Wasserversorgung in Form eines Grundwasserleiters, einer Wärmequelle (eine Plume oder Superplume) und mindestens einem Reservoir mit einer Verengung zum zugehörigen Leitungssystem.
Es existieren sechs Geysirfelder größeren Ausmaßes:
- Yellowstone-Nationalpark (Wyoming) (ca. 300 aktive Geysire)
- Dolina Geiserow (das Tal der Geysire), Kronozki Nationales Biosphärenreservat Kamtschatka (Russland) (ca. 200 aktive Geysire; Bestand durch einen Erdrutsch am 3. Juni 2007 mit Bildung eines Stausees gefährdet)
- Nordinsel (Neuseeland) (51 aktive Geysire)
- El Tatio, Antofagasta (Chile) (38 aktive Geysire, 46 insgesamt in Chile)
- Haukadalur (Island) (26 aktive Geysire auf ganz Island)
- Umnak Island (Alaska) (8 aktive Geysire)

In den USA existieren vereinzelt Geysire wie in Nevada, Kalifornien, Oregon und Alaska.
Über eine nennenswerte Anzahl verfügen Papua-Neuguinea (16 aktive Geysire), Neubritannien (16), Narage (1), Lihir- und Ambitle-Inseln (9), Deidei- und Iamelele-Inseln (12) sowie Indonesien mit 8 aktiven Geysiren auf Sumatra, 4 auf Java, 3 auf Celebes und einem aktiven auf der Insel Bacan.
Daneben existieren Geysire noch in Peru (10), Volksrepublik China (10), Mexiko (9), auf den Fidschiinseln (5), Japan (4), Kenia (4), Äthiopien (2), Bolivien (2) und Myanmar (1).
Über 300 aktive Geysire, etwa die Hälfte von allen weltweit existierenden, befinden sich im Yellowstone-Nationalpark. Dagegen gibt es in Island, im „Land der Geysire“ lediglich zwei nennenswerte Geysire: den Großen Geysir und den Strokkur. Letzterer eruptiert unregelmäßig im Abstand von wenigen Minuten und manchmal auch bis zu dreimal kurz hintereinander. Der Große Geysir, der nach einem Erdbeben gegen Ende des 13. Jahrhunderts erstmals in schriftlichen Quellen beschrieben wurde, brach dagegen zuletzt um 1916 mit Wassersäulen von 70 bis 80 m Höhe aus. Nach zwei kräftigen Erdbeben im Jahr 2000 kam es allerdings wie schon früher nach Erdstößen mit mehrmonatiger Verzögerung zu einem vorübergehenden Anstieg der Aktivität mit unregelmäßigen Ausbrüchen, die allerdings mit früheren Höhen nicht vergleichbar waren und nach wenigen Jahren auch wieder völlig zum Erliegen kamen.
Die Zahl der aktiven Geysire ist mit Vorsicht zu betrachten, da Geysire sehr schnell inaktiv werden können und in selteneren Fällen inaktive Geysire zum Beispiel durch Erdbeben wieder aktiviert werden. Mehrere der oben gezählten Geysire sind außerdem in Gefahr, durch geplante Nutzung geothermischer Energie zu erlöschen oder inaktiv zu werden. Siehe: Durch Menschen zerstörte Geysire. Andererseits kann, wie im Fall des Fly Geyser, durch eine fehlerhafte Geothermie-Bohrung ein Geysir aus Menschenhand entstehen.
Weitere, recht große Geysirfelder gab es bis in die 1980er Jahre in Nevada: Beowawe und Steamboat Springs. Durch die Errichtung geothermischer Kraftwerke in der Nähe wurde die vorhandene Hitze allerdings verringert und der Wasserspiegel sank so weit, dass die Geysire nicht mehr aktiv sind.

## Eigenschaften

Funktionsweise einer heißen Quelle (links) und eines Geysirs (rechts)

Das erste naturwissenschaftliche Modell für die Funktion eines Geysirs erklärte 1846 der deutsche Chemiker Robert Wilhelm Bunsen auf Grund eines leicht nachvollziehbaren Experiments, in dem ein Modell-Geysir in verkleinertem Maßstab mit beheiztem Kessel als Reservoir und einer Röhre als Kanal nachgebaut wurde und auch „eruptives Verhalten“ zeigt.
Geysire kommen in aktiven vulkanischen Gebieten vor. Sie besitzen einen Kanal in Form einer Röhre, der in ein unterirdisches Wasserreservoir mündet. Es können sich auch mehrere Wasserreservoire hintereinander befinden. Typischerweise werden Geysire über das Grundwasser gespeist. Das ausgestoßene Wasser hat eine Temperatur zwischen 90 °C und knapp über dem Siedepunkt, das Wasser im Reservoir kann auf wesentlich höhere Temperaturen überhitzt sein.
Der Eruptionskanal beziehungsweise Verengungen im Eruptionskanal spielen eine wesentliche Rolle bei den Eruptionen des Geysirs. Ist keine Verengung vorhanden bzw. ist sie zu weit, so kann der Wasserdampf ungehindert austreten (Dampfquelle) oder sofern der Dampf weit genug abkühlt und kondensiert, entsteht eine heiße Quelle. Je enger die Engstelle ist, desto stärker wird die thermische Konvektion unterbunden, und von der Höhe des Eruptionskanals hängt der Druck ab, den die Wassersäule und teilweise auch das umgebende Gestein auf das erhitzte Wasser weiter unten ausübt. Um dies zu veranschaulichen: Die Engstelle zwischen dem oberen Reservoir und dem Eruptionskanal des Old Faithful hat einen Durchmesser von etwa zehn Zentimetern. Die Engstelle befindet sich in ca. 7,5 m Tiefe über dem oberen Reservoir. Old Faithful wurde bis auf reichlich 16 m Tiefe mit einer Videokamera befahren, insofern sind die Verhältnisse bis in diese Tiefe recht gut bekannt und die Dynamik der Eruption dieses Geysirs ist recht gut erklärbar.
Die Wärme einer Magmakammer erhitzt das Grundwasser auf über 100 °C. Durch den Druck der darüber stehenden Wassersäule siedet das Wasser zunächst nicht (Siedepunktserhöhung). Bei einer Eruption geschieht im einfachsten Fall Folgendes: Erst wenn die Temperatur im Reservoir auf weit über den Siedepunkt angestiegen ist, steigen einzelne Dampfblasen durch die Engstelle im Kanal aufwärts und pressen einen Teil der Wassersäule nach oben. Dadurch sinkt unten der Druck rapide ab und das überhitzte Wasser geht schlagartig in Dampf über.
Herausgeschleudert wird eine Mischung aus kochend heißem Wasserdampf, kühlerem beziehungsweise kondensiertem Wasser und gelösten Mineralien sowie Gesteinspartikeln. Im Laufe der Jahre werden durch das heiße Wasser feine Spalten im Gestein zu Schächten aufgeweitet und im günstigsten Fall durch im Wasser vorübergehend gelöste Mineralien (z. B. Silikate) ausgekleidet und damit stabilisiert. Besteht auf dem Weg zur Oberfläche keine wirksame Verengung z. B. durch einen Übergang von einer Kammer (Reservoir) zu einer Leitung, so tritt das Wasser als heiße Quelle oder Dampfquelle zu Tage.

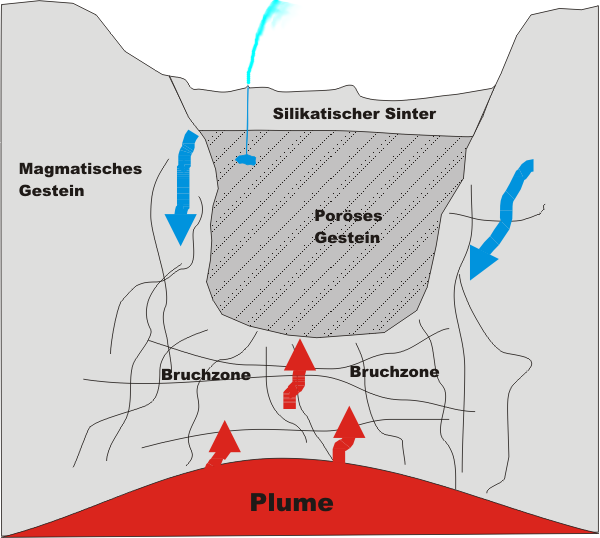
Schema eines Geysirs nach White (Beispiel Steamboat Springs) nicht maßstabsgerecht

Im Wesentlichen wird das Bunsen-Modell heute noch als zutreffend angesehen, auch wenn Bunsen meinte, dass die Verhältnisse in der Natur selbst verwickelter seien und dass statt eines senkrechten Kanals eine „gekniete Röhre“ vorhanden sein müsse, an deren höchstgelegenem unterirdischem Teil sich Dampf sammeln müsse, bis der Druck ausreicht, um das Wasser auszuschleudern. Untersuchungen am Old Faithful mit einer Temperatur-, Druck- und Kamerasonde im Jahr 1992 haben aber gezeigt, dass das Modell mit dem gerade aufsteigenden Kanal hinreichend ist (Lit.: Scott Bryan, 1995), wenn eine ausreichende Verengung vorhanden ist. Die Funktion der Verengung (engl. constriction) ist ausreichend, um Dampfblasen vorübergehend zurückzuhalten, sie ersetzt die Funktion des Rohrknies im Bunsen-Modell.
John Sargent Rinehart beschreibt (1980) sechs Geysirmodelle:
- Modell A: Idealerweise ein unterirdisches Reservoir (mehrere hintereinander sind in der Praxis möglich) ist mit einem langen Eruptionskanal verbunden, der oberirdisch in einem nicht getauchten Kegel mündet. Dieses Modell wird von anderen Quellen auch als düsenförmiger (cone type) Geysir beschrieben. Eruptionstyp: Ziemlich regelmäßiges Intervall, lange Eruptionen, hohe Eruptionssäule als Wasser- und Dampfstrahl. Ein typischer Vertreter dieses Modells ist der Geysir Old Faithful im Yellowstone-Nationalpark.
- Modell B: Tiefer, enger Eruptionskanal ohne große unterirdische Kammer, nahezu ebene Mündung des Kanals. Eruptionstyp: kurze heftige Eruptionen. Ein typischer Vertreter dieses Modells ist der Round-Geysir, Yellowstone-Nationalpark.
- Modell C: Ähnlich Modell A, aber kein hoher über dem Wasserspiegel mündender Kegel als Mündung des Eruptionskanals, sondern eine Düse knapp unter der Wasseroberfläche eines Teiches. Eruptionstyp ähnlich Modell A, aber kein ungestörter Wasserstrahl, sondern teilweise hoch geworfener Wasserschwall.
- Modell D: Ähnlich Modell C, aber in den Eruptionskanal mündet ein komplexeres System mehrerer Seitenkammern, die sich nacheinander entleeren. Eruptionstyp: Serie von Eruptionen mit unregelmäßigen kurzen Pausen, Gruppen von Ausbrüchen, Wasserschwall.
- Modell E: Der Eruptionskanal führt von einer größeren unterirdischen Kammer in einen Teich. Eruptionstyp: Lange, einigermaßen regelmäßige Eruptionen, die wenig heftig sind, niedrige Eruptionssäule in Form eines Wasserschwalls, kein Wasserstrahl.
- Modell F: Tiefer, langer Eruptionskanal, der in einem Teich mündet. Eruptionsverhalten wie Modell E.

Folgende Faktoren beeinflussen die Tätigkeit von Geysiren:
- Jahreszeiten und Niederschlagsmengen (mehr oder weniger intensiv), da Niederschläge teilweise in dem abgedichteten System, das ein Geysir voraussetzt, sehr lange brauchen, bis sie im Grundwasserleiter des Geysirs ankommen (dies kann über das Verhältnis der Isotope des Wasserstoffs im ausgeworfenen Wasser bestimmt werden);
- Luftdruck (entscheidend), da der Siedepunkt des Wassers direkt vom Luftdruck abhängig ist;
- Gezeitenkräfte (entscheidend), hohe Gezeitenkräfte weiten die Spalten, die den Geysir mit Grundwasser versorgen,
- Erdbebentätigkeit (von Geysir zu Geysir unterschiedlich und teilweise nicht direkt abhängig vom Abstand zum Epizentrum), allerdings lassen sich anhand der Tätigkeit von Geysiren Erdbeben noch nicht vorhersagen.

Auch rein äußerlich ohne Beobachtung der Eruptionstätigkeit lassen sich Geysire meist von Thermalquellen unterscheiden.
- Dunkelfarbige Bakterienrasen kommen in der Regel nur in den Quelltöpfen heißer Quellen vor. Das Wasser in den Eruptionskanälen und Teichen von Geysiren ist zu heiß, um diese Matten von dunklen thermophilen Bakterien zuzulassen. Es gilt erfahrungsgemäß die Regel: Je heißer das Wasser, desto heller sind die Beläge an thermophilen Bakterien.[2]
- Heiße Quellen haben oft scharfe Kanten aus Sinter, die bei den verschiedenen Wasserständen der Quelle abgelagert werden. Sinterablagerungen an Geysiren sind eher knollenförmig als scharfkantig.
- Sinterbohnen, Sintereier und knollenförmiger Sinter weisen auf einen Geysir hin. Diese Formationen bilden sich bei regelmäßigen Spritzern und Schwallen von mineralisiertem Wasser.[3]

## Arten von Geysiren
Bezogen auf die Periodizität der Eruptionen gibt es mehr oder weniger regelmäßig ausbrechende und unregelmäßig ausbrechende Geysire. Es gibt Geysire, bei denen sich starke und schwache Eruptionen unterscheiden lassen. Dass starke Eruptionen die unregelmäßigeren sind, lässt sich nicht nachweisen. Der Steamboat-Geysir im Yellowstone-Nationalpark hat sehr unregelmäßige starke Eruptionen, der Castle-Geysir gehört zu den Geysiren mit dem regelmäßigsten Intervall, solange er nicht in schwachen Eruptionen ausbricht. Weitere Unterscheidungsmöglichkeiten sind im Abschnitt Begriffsdefinitionen beschrieben.

## Fotosequenz eines eruptierenden Geysirs

Eruption des Strokkur
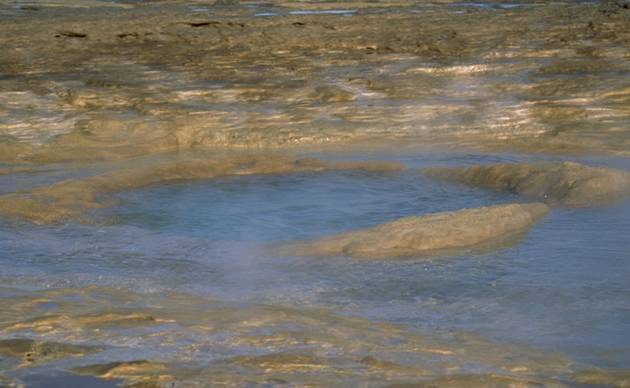
Ausbruch eines Geysirs (1/6)
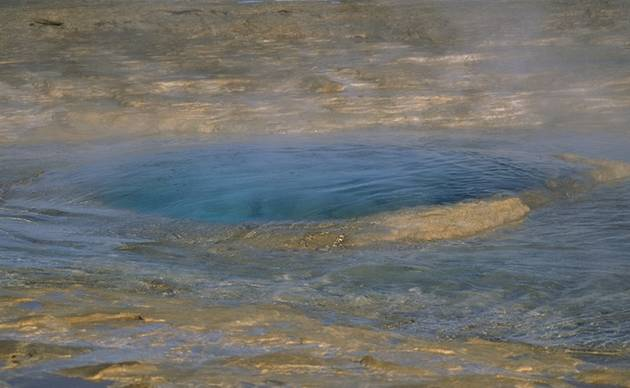
Ausbruch eines Geysirs (2/6)
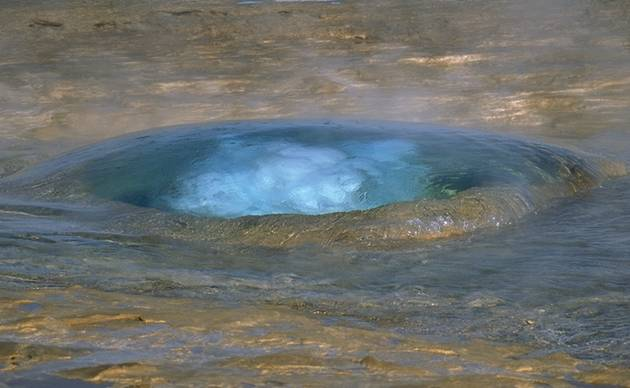
Ausbruch eines Geysirs (3/6)
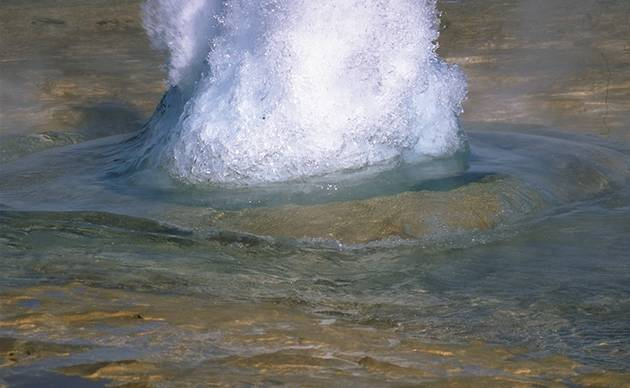
Ausbruch eines Geysirs (4/6)
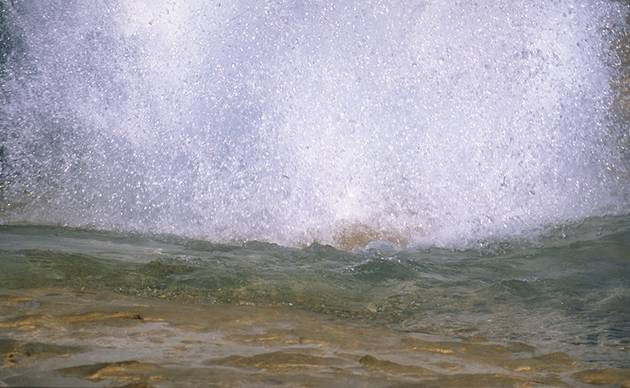
Ausbruch eines Geysirs (5/6)
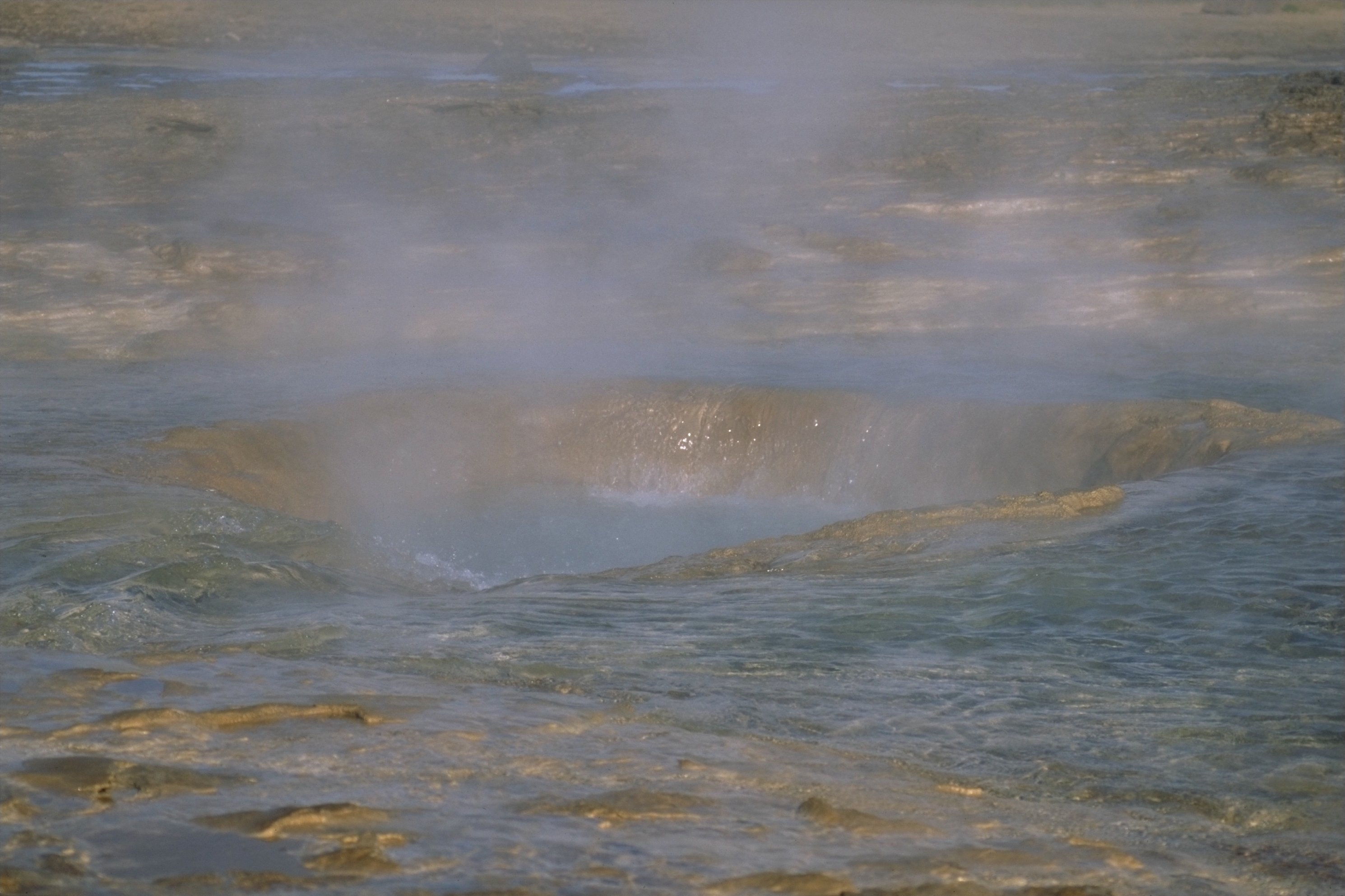
Ausbruch eines Geysirs (6/6)

## Geysire in Neuseeland
Die meisten der neuseeländischen Geysire wurden seit 1886 durch natürliche Einflüsse oder durch Eingriff des Menschen zerstört.
- Das Rotomahana Geysirfeld ging durch den Ausbruch des Vulkans Mount Tarawera 1886 verloren.
- Zwei Drittel der Geysire im Geysirfeld Orakei Korako wurden durch die Errichtung des Ohakuri-Staudamms 1961 überflutet.
- Das Geysirfeld Taupo Spa ging verloren, als der Fluss Waikato in den fünfziger Jahren umgeleitet wurde.
- Das Wairakei Geysirfeld existiert nicht mehr, seitdem in der Nähe ein geothermisches Kraftwerk errichtet wurde.
- Der bisher größte Geysir, der Waimangu-Geysir erlosch aufgrund natürlicher Ursachen; er existierte nur von 1900 bis 1904.

Das größte verbleibende Geysirfeld in Neuseeland ist heute Whakarewarewa in der Nähe von Rotorua.

## Berühmte Geysire

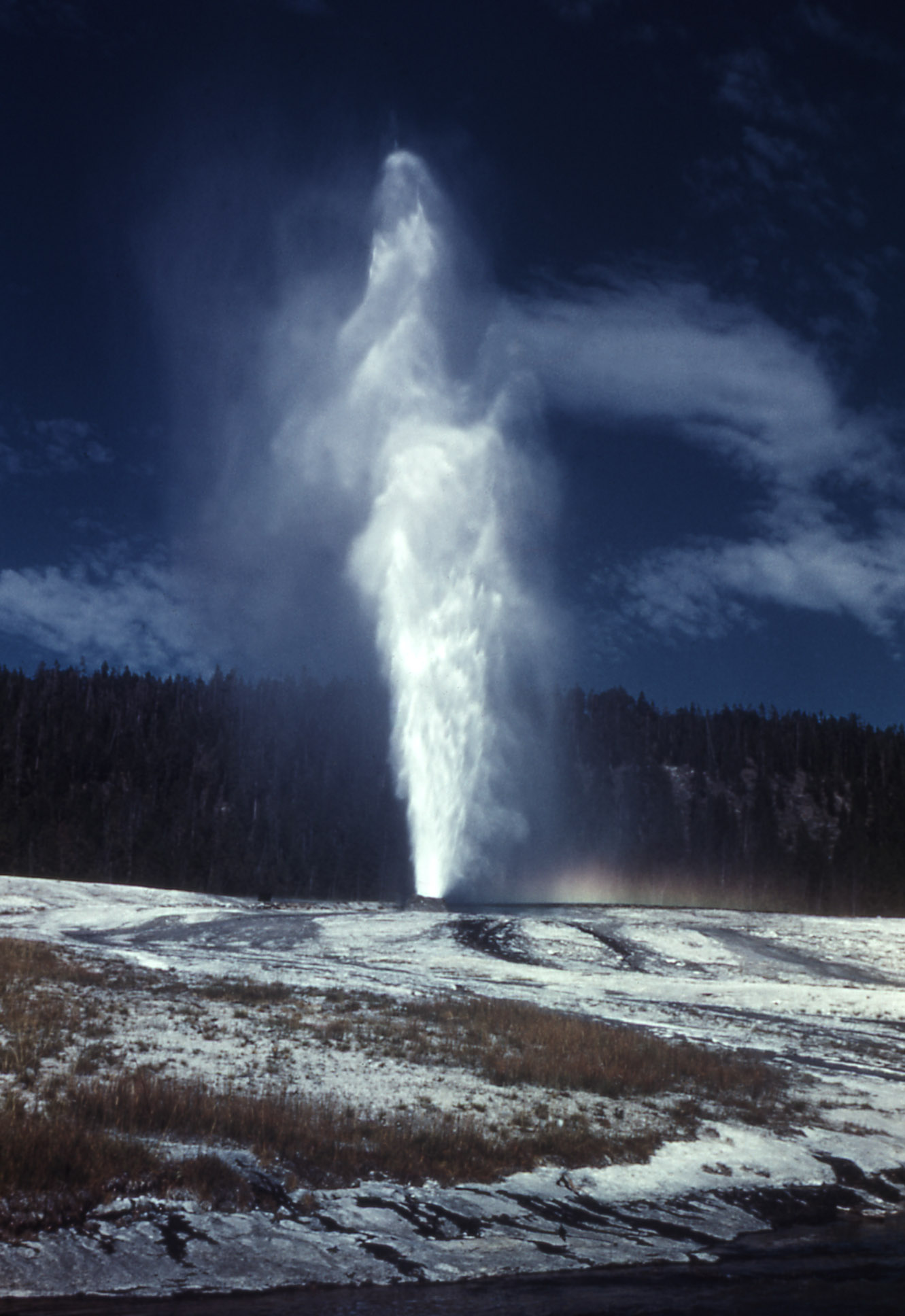
Beehive-Geysir

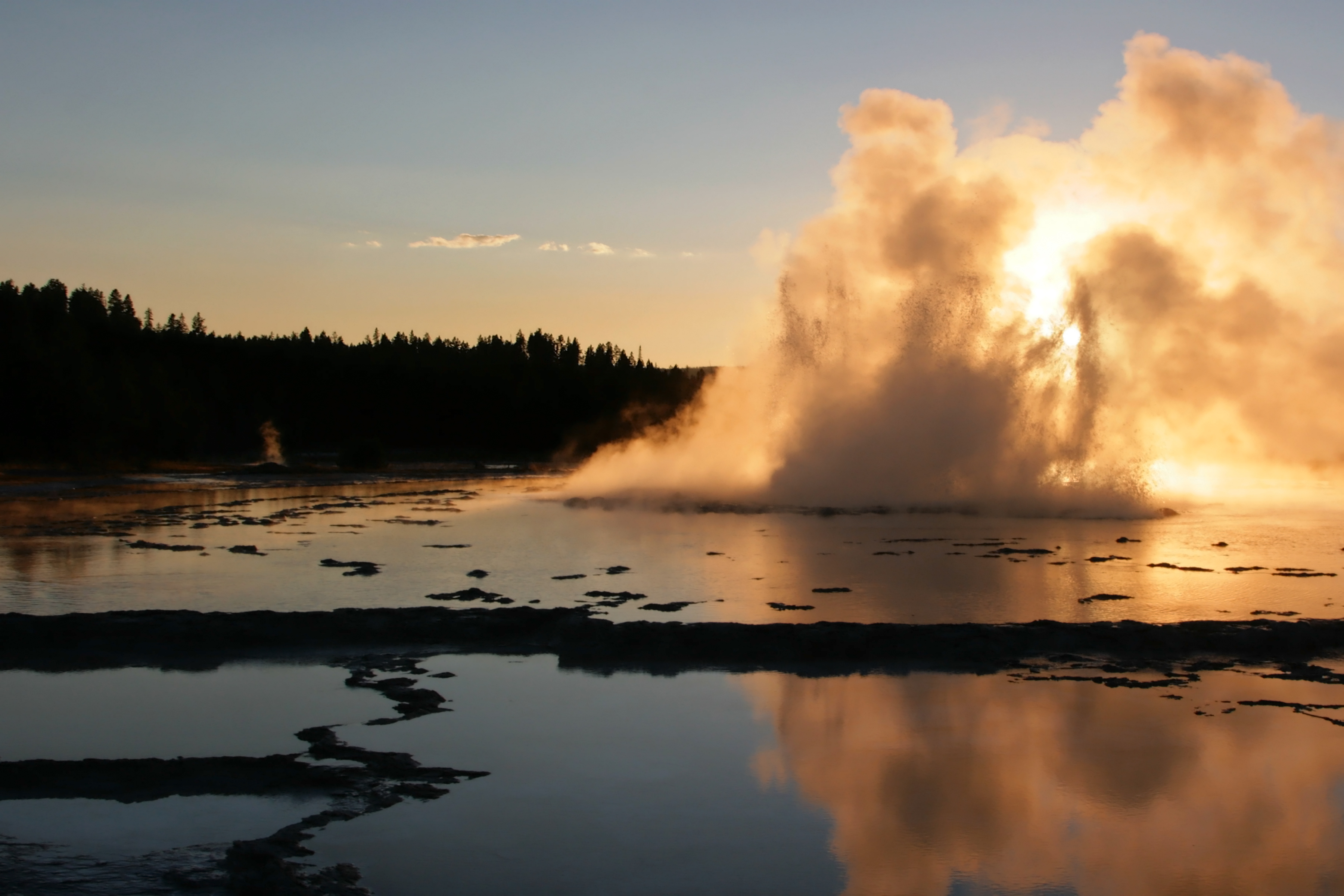
Great Fountain Geysir bei Sonnenuntergang

- Beehive-Geysir (Yellowstone-Nationalpark, mittleres Intervall in der Messperiode 2003 ca. 18 Stunden unregelmäßig, 45–55 m hohe fontänenartige Eruptionssäule, vier bis fünf Minuten Dauer, düsenartig)
- Castle-Geysir (Yellowstone-Nationalpark, mittleres Intervall 2003 außerhalb der Zeiten mit kleinen Eruptionen etwa zwölf Stunden 45 Minuten IBE (interval between eruptions, siehe Abschnitt Intervall weiter unten) vorhersagbar, 20 bis 30 m hohe Eruptionssäule, große Eruption: 20 Minuten Wasserphase, 40 Minuten Dampfphase; düsenartig)
- Giant-Geysir (Yellowstone-Nationalpark, Intervall sehr unregelmäßig und zeitweilig extrem lang, Eruptionsdauer bis über eine Stunde, 50–83 m hohe Eruptionssäule, düsenartig, etwa zwei Meter Durchmesser)
- Giantess-Geysir (Yellowstone-Nationalpark, sehr unregelmäßig und zeitweilig extrem lang (mehrere Monate), 30–60 m hohe Eruptionssäule, Wassereruptionen: Ausbrüche fünf bis zehn Minuten Wasserphase dann 30 bis 60 Minuten Pause, Dampferuptionen: Dampfphase bis zu sechs Stunden, springbrunnenartig)
- Grand Geysir (Yellowstone-Nationalpark, in der Messperiode 2003 mittleres Intervall von 9:50 Stunden IBE, nicht so regelmäßig wie Old Faithful, 50–60 m hohe Eruptionssäule, zehn bis zwölf Minuten Dauer, bricht oft mehrmals unmittelbar hintereinander aus, auf Ausbrüche bis neun Minuten Dauer folgt in der Regel ein zweiter sehr spektakulärer Ausbruch zur vollen Wurfhöhe, springbrunnenartig)
- Great-Fountain-Geysir (Yellowstone-Nationalpark, ca. 30–50 m hohe Eruptionssäule, Intervall zwölf ± zwei Stunden, etwa zehn Prozent der Ausbrüche als besonders gewaltige Eruption, spuckt mit vielen Pausen (bis fünf Minuten) für ca. 1,5 Stunden)
- Großer Geysir (Island, alle 24 bis 30 Stunden, zehn Meter hohe Eruptionssäule) Nach langer Inaktivität seit einem Erdbeben im Juni 2000 wieder aktiv.
- Grotto-Geysir (Yellowstone-Nationalpark, Intervall unregelmäßig aber vorhersagbar, zehn bis 13 m hohe Eruptionssäule, ein bis zwölf, selten über 26 Stunden Dauer, springbrunnenartig)
- Old Faithful Geysir (Yellowstone-Nationalpark, Intervall ca. 91 Minuten IBE vorhersagbar, im Jahr 2003 minimal 45 Minuten, maximal 124 Minuten, 30–55 m hohe Eruptionssäule, zwei bis fünf Minuten Dauer, düsenartig)
- Strokkur Geysir (Island, Intervall etwa zehn Minuten, 20–30 m hohe Eruptionssäule, kurze heftige Eruption)

## Geysire in der Dichtung
Liebevoll, wenn auch nicht in den Einzelheiten korrekt beschreibt Karl May die Geysire, Sinterterrassen und Schlammtöpfe im Yellowstone-Nationalpark in seiner Amerika-Erzählung Der Sohn des Bärenjägers (anderer Titel: Unter Geiern – 1. Teil) im Kapitel Am P’a-wakon-tonka.

## Das Ende eines Geysirs

### Warum ein Geysir inaktiv wird oder erlischt

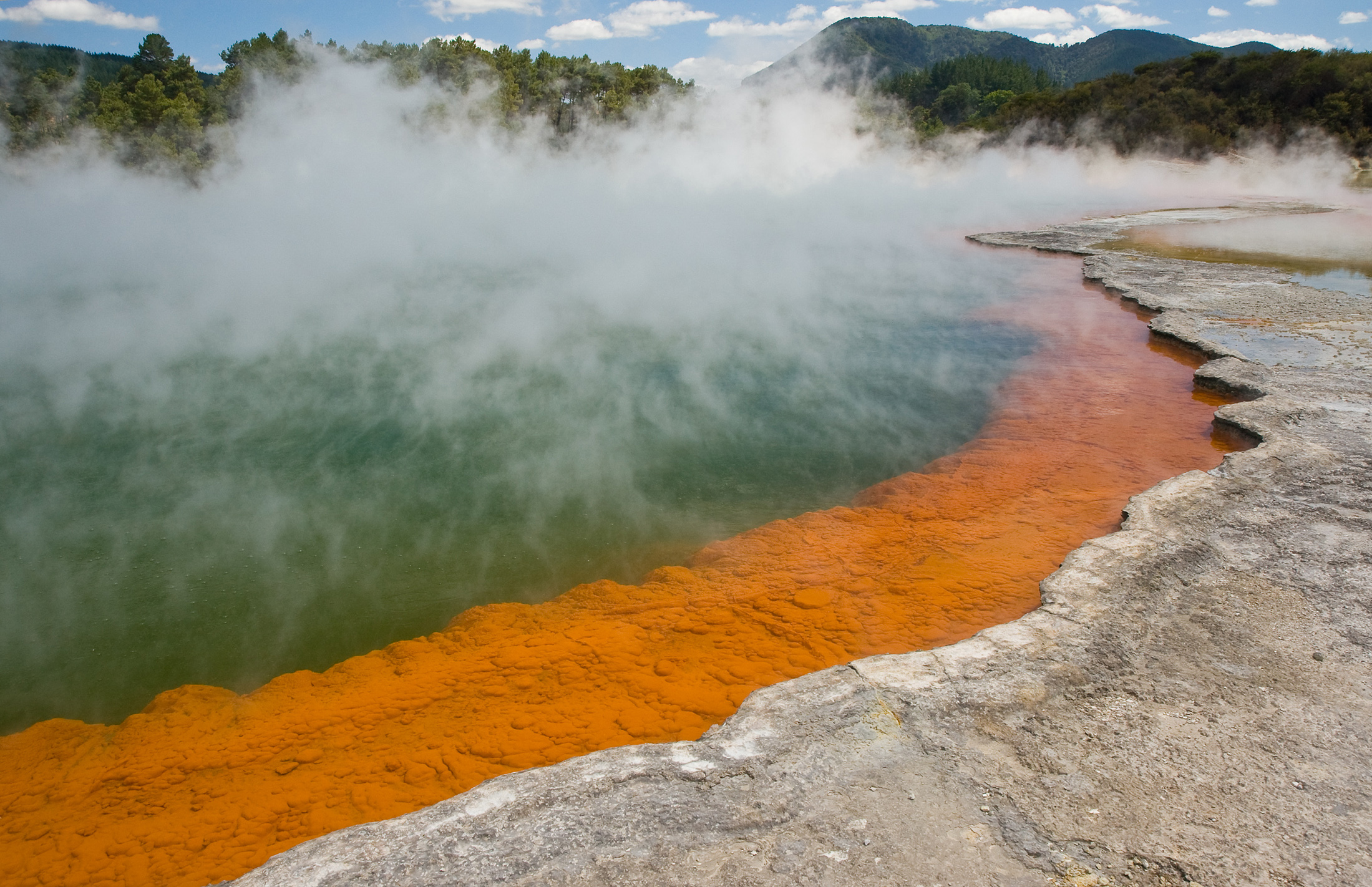
Der Champagne Pool im Wai-O-Tapu thermal wonderland (Neuseeland) ist eine heiße Quelle, die für ihre Farbgebung bekannt ist. Ursache der Färbung: ausgefallene Metalloidverbindungen Orpiment (As_{2}S_{3}) und Stibnit (Sb_{2}S_{3})

Durch die permanenten Eruptionen vergrößert sich der Schlot (Eruptionskanal) mit der Zeit und der Geysir wird zu einer heißen Quelle. Menschengeschaffene künstliche Geysire sind in dieser Hinsicht meist sehr stabil, da das Bohrloch in der Regel verrohrt wird.
Erdbeben in der Umgebung eines Geysirs können zu einer wesentlichen Veränderung seines Eruptionsverhaltens führen. Er kann nicht nur wieder erwachen, er kann auch inaktiv werden oder erlöschen.
Der Bau von geothermischen Kraftwerken in der Nähe von Geysiren führt meistens dazu, dass die Geysire nicht mehr ausbrechen, da der Grundwasserspiegel und die Temperatur des Wassers, das den Geysir speist, sinken.
Die Zugabe von Detergentien wie Spülmittel oder Schmierseife zum Thermalwasser, um einen Ausbruch zu provozieren, wirkt sich auf Dauer auch nachteilig auf die Eruptionstätigkeit aus. Wo diese Praxis früher üblich war, um Touristen einen Ausbruch vorzuführen, ist sie inzwischen meist durch Gesetzgebung verboten (Beispiel: Großer Geysir, Island).
Oft führt auch Vandalismus zum Ende der Eruptionstätigkeit eines Geysirs. Werden Steine oder Gegenstände in den Schlot geworfen, kann die Eruptionstätigkeit aufhören. Meist wird der Eruptionskanal verstopft, der Druck der Eruption reicht nicht aus, um den Fremdkörper auszuwerfen und der Geysir wird zur heißen Quelle.
Das spektakulärste Ende eines Geysirs steht bevor, wenn das umgebende Gestein dem Dampfdruck nicht widerstehen kann. Dies führt zur Explosion des Geysirs, also der Zerstörung der obersten Partie des Auswurfschachts (Beispiel: Porkchop-Geysir im Norris-Geysir-Becken, Yellowstone-Nationalpark explodierte am 5. September 1989). Wenn durch diese hydrodynamische Veränderung nicht schon die Eruptionsschwingung zum Erliegen kommt, so wird jedenfalls die Austrittsöffnung zerstört.

### Durch Menschen zerstörte Geysire
Geysire sind sehr empfindliche Naturphänomene. Durch menschliches Einwirken wurden zahlreiche Geysire und Geysirfelder meist unwiederbringlich zerstört.
Der Ebony-Geysir im Norris-Geysir-Becken (Yellowstone-Nationalpark) wurde 1950 durch Hineinwerfen von Steinen, Holzblöcken und Schutt zerstört. Das gleiche Schicksal erlitt der Minute-Geysir in der gleichen Region, durch den Druck entstand ein anderer Kanal, die Eruptionshöhe jedoch schrumpfte auf fünf Prozent der ursprünglichen Größe.
Der Bau geothermischer Anlagen brachten den Beowawe-Geysir, Spitfire-Geysir, Teakettle-Geysir, Pincushion-Geysir sowie etwa 23 weitere Geysire auf dem Beowawe-Geysir-Feld in Nevada um 1950 zum Versiegen. Die restlichen Geysire in diesem Feld versiegten 1987.
Ebenfalls in Nevada wurden viele Geysire im Steamboat-Springs-Geysir-Feld durch den Bau eines geothermischen Kraftwerks zerstört.
Dem Bau solcher Kraftwerke sind auch zahlreiche Geysire auf Island und Neuseeland zum Opfer gefallen.

## Begriffsdefinitionen
Im Zusammenhang mit Geysiren werden oft Begriffe gebraucht, die aus der englischen Sprache übersetzt werden.

### Aktiver Geysir
Ein Geysir gilt als aktiv, wenn er innerhalb der letzten zwei Jahre eine Eruption hatte. Diese Definition ist eine willkürliche Vereinbarung und dient der Systematik.

### Düsenartiger Geysir (engl.: „Cone Type Geyser“, übersetzt: „Kegelgeysir“)

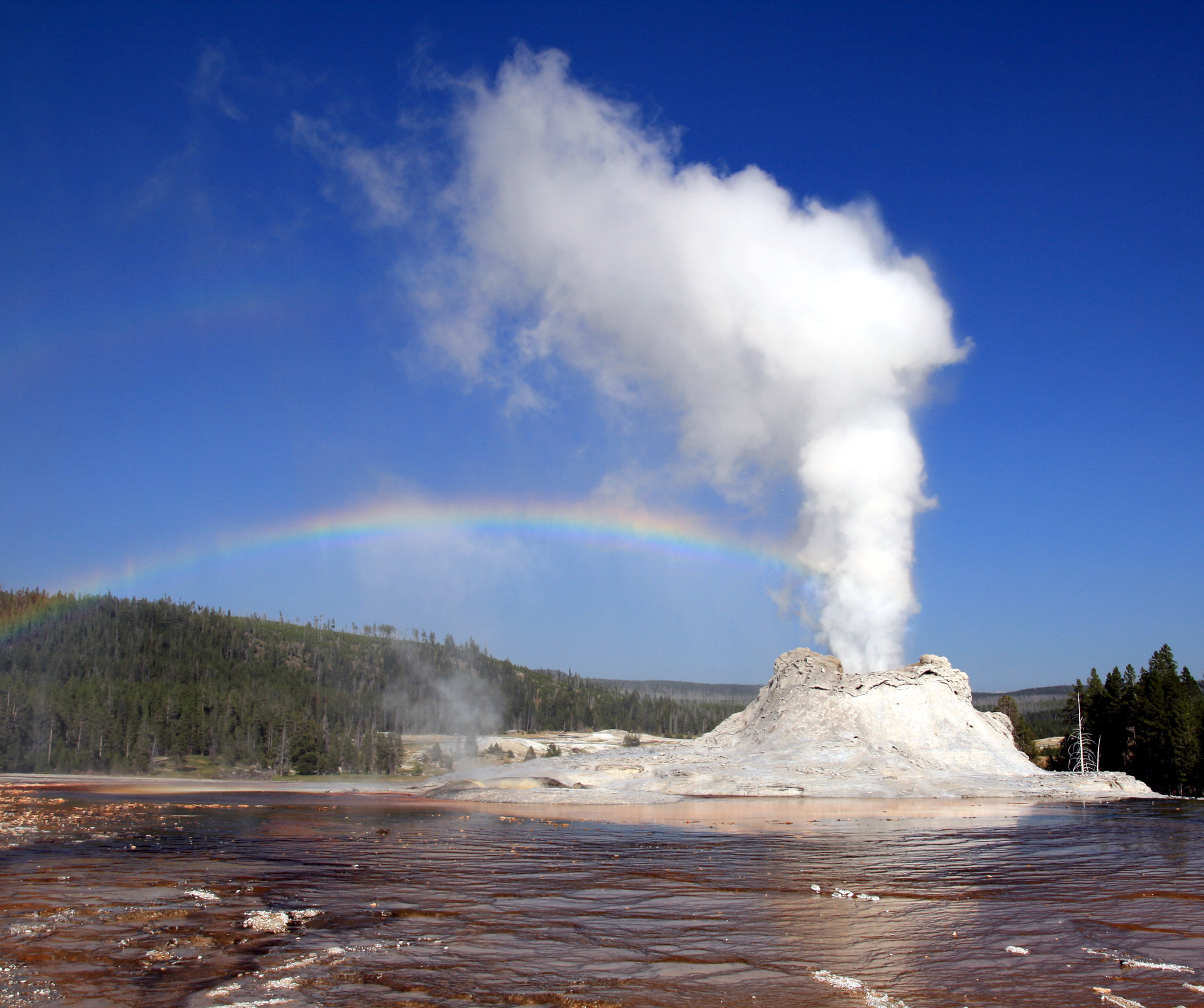
Düsenartiger Geysir im Yellowstone-Nationalpark

Düsenartige Geysire haben einen schmalen Wasser- und Dampfstrahl. Sie besitzen keinen oder nur einen sehr kleinen Teich, der den Wasserstrahl kaum beeinflusst. Die Mündung des Eruptionskanals muss sich nicht zwangsläufig auf einem Sinterkegel befinden, das ausgeworfene Wasser darf sich jedoch nicht in tieferen Becken über dem Eruptionskanal sammeln. Entspricht Rinehart Modell A oder B. Beispiel: Old Faithful.

### Inaktiver Geysir (engl.: „dormant Geyser“)
Ein Geysir gilt als inaktiv, wenn er innerhalb der letzten zwei Jahre kein eruptives Verhalten zeigte. Diese Definition ist eine willkürliche Vereinbarung und dient der Systematik. Ein inaktiver Geysir kann durchaus wieder aktiv werden (Giant-Geysir, Yellowstone-Nationalpark; Großer Geysir, Island).

### Intervall
Es existieren zwei Definitionen für diesen Begriff:
- Die Zeitspanne zwischen dem Beginn einer Eruption bis zum Beginn der nächsten. Die Abkürzung aus dem Englischen lautet IBE: Interval Between Eruptions.
- Die Zeitspanne vom Ende einer Eruption bis zum Beginn der nächsten.

Die erste Definition wird vorwiegend im Zusammenhang mit den Geysiren im Yellowstone-Nationalpark gebraucht, die zweite im Zusammenhang mit Geysiren außerhalb des Yellowstone-Nationalparks, zum Beispiel denen in Neuseeland. Die Angabe des Intervalls sollte in diesem Bezug immer erklärt werden.

### Springbrunnenartiger Geysir (engl.: „Fountain Type Geyser“)
Springbrunnenartige Geysire befinden sich in einem Teich und werfen das Wasser nicht in einem scharfen Strahl, sondern in einem Schwall aus. Die Eruption kann in mehrere Ausbrüche aufgeteilt sein (die Definition der GOSA macht dies zur Bedingung). Um den Verlauf einer Eruption zu beschreiben, reicht allerdings die Unterscheidung in „düsenartig“ oder „springbrunnenartig“ nicht aus. Hier müssen komplexere Modelle herangezogen werden. Entspricht Rinehart Modell D bis F. Beispiel für einen springbrunnenartigen Geysir: Grand-Geysir.

## Falsche Geysire
Der Sammelbegriff „falscher Geysir“ stellt keine Wertung dar, sondern dient in der Systematik zur Abgrenzung von den natürlich entstandenen Geysiren. „Falsche Geysire“ können genauso beeindruckend sein wie echte Geysire. Im englischen Sprachraum bezeichnet man falsche Geysire als „misnamed geysers“. Ob durch Bohrungen entstandene künstliche Geysire und Kaltwassergeysire Naturdenkmäler sind, ist umstritten.
Es gibt drei Arten falscher Geysire: durch Menschen erzeugte „künstliche Geysire“, „Kaltwassergeysire“ und „kontinuierlich ausbrechende Geysire“.

### Künstlicher Geysir

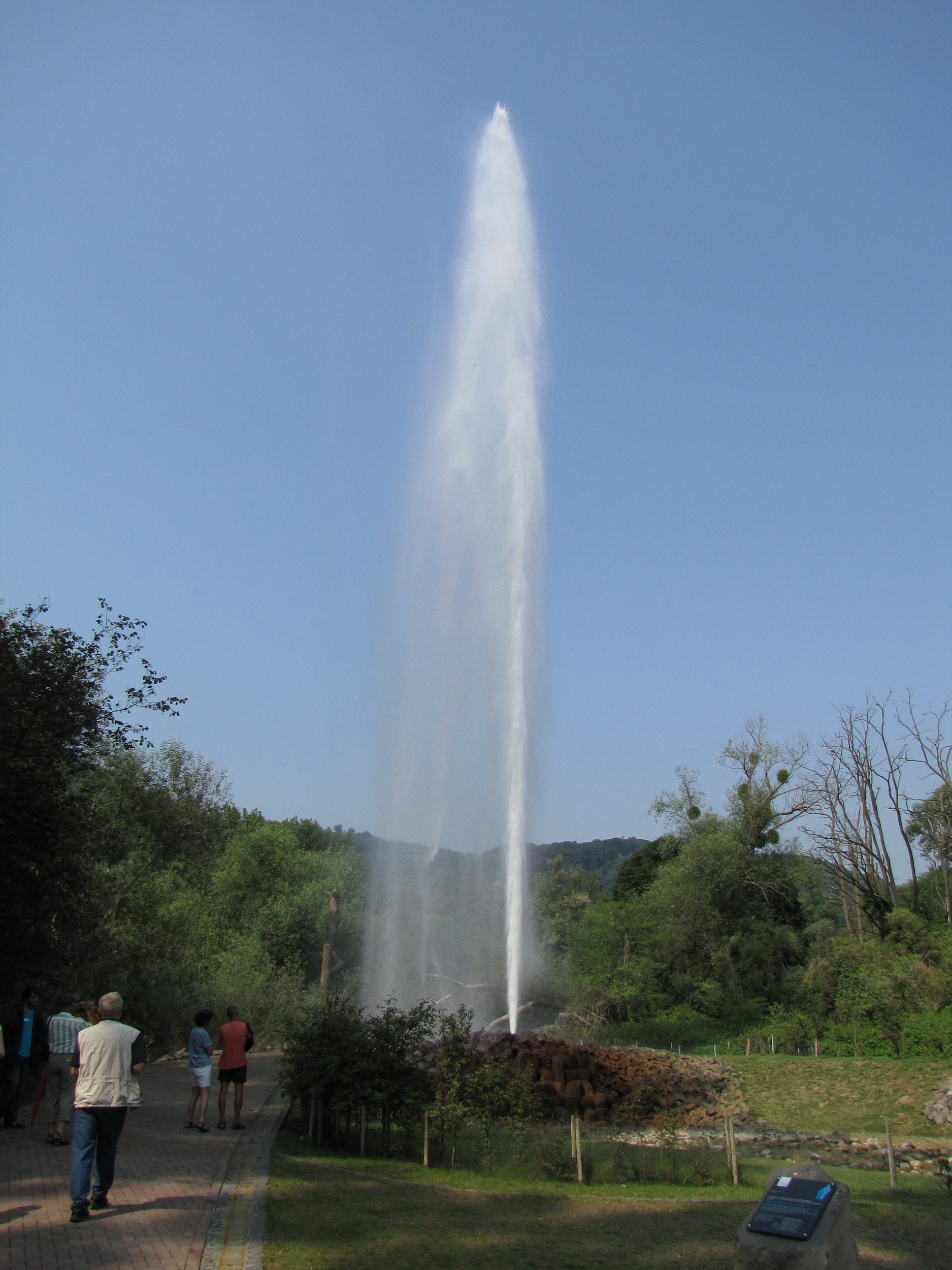
Der Geysir Andernach, ein Kaltwassergeysir

Werden in geothermisch aktiven Gebieten von Erdwärme beheizte Höhlen oder Aquifere angebohrt, die eine ausreichende Wasserversorgung besitzen, können sich unter geeigneten Bedingungen Geysire bilden, die ein Eruptionsverhalten wie natürliche Geysire besitzen. Ein bekannter künstlicher Geysir ist beispielsweise der Old Faithful of California in Calistoga, Napa Valley (Intervall etwa 30 Minuten, Eruptionsdauer drei bis vier Minuten, Ausbruchshöhe 20 bis 33 Meter). Hingegen wird bei Soda Springs in Idaho mit Zeitschaltuhr und Ventil gemogelt.
Für Anschauungszwecke gibt es Konstruktionen aus einem gasbeheizten Wasserbehälter und einem daran angeschlossenen senkrecht nach oben ragenden, oben offenen Rohrstück. Das damit nur einmalig erreichbare Entspannungsereignis tritt bei kontinuierlicher Erwärmung des Wasservorrates spontan dann ein, wenn im Behälter die durch den Druck der Wassersäule im Rohr leicht erhöhte Siedetemperatur erreicht ist.
Bei der Cola-Mentos-Fontäne wird die Ausgasung von Kohlendioxid hingegen durch zugegebene Substanzen ausgelöst.

### Kaltwassergeysir (engl.: „Eruption Controlled Geyser“)
Bei Kaltwassergeysiren wird der Druck, mit dem das Wasser aus dem Eruptionskanal getrieben wird, nicht durch Wasserdampf, sondern durch im Wasser gelöstes oder in Höhlen austretendes und plötzlich ausperlendes Kohlendioxid erzeugt. In aller Regel sind sie das Ergebnis einer Bohrung. Bekannte Kaltwassergeysire im deutschsprachigen Raum sind der Wallende Born (Eruptionshöhe etwa 2 bis 4 Meter, Intervall etwa 35 Minuten) und der Geysir Andernach (mit bis zu 60 m Höhe der höchste Kaltwassergeysir der Welt, Intervall etwa 2 Stunden). In der Slowakei befindet sich der Herlianský Geysir bei Herľany.
Siehe auch Nyos-See, der durch eine ebensolche Eruption bekannt geworden ist.

### Kontinuierlich ausbrechender Geysir (engl.: „Perpetual Spouter“)
Ein kontinuierlich ausbrechender Geysir ist kein Geysir im eigentlichen Sinn (ein Geysir zeichnet sich durch sein in Intervallen auftretendes eruptives Verhalten aus), sondern eine Thermalquelle, die ähnlich wie ein Geysir ständig heißes Wasser oder heißes Wasser und Wasserdampf ausstößt. Porkchop-Geysir im Yellowstone-Nationalpark war vor seiner Explosion solch ein „Perpetual Spouter“. Auch der Fly Geyser nördlich von Gerlach im Bundesstaat Nevada, USA ist sowohl künstlichen Ursprungs (eine Quellbohrung bekam Verbindung mit einer hydrothermalen Quelle) als auch ein Perpetual Spouter.

## Geysire als Biotop
Geysire, die man früher wegen der Hitze für steril hielt, sind von Archaeen und Bakterien besiedelt, die bis über 100 Grad Wassertemperatur aushalten. Siehe Näheres bei Hyperthermophile.

## Geysirrekorde

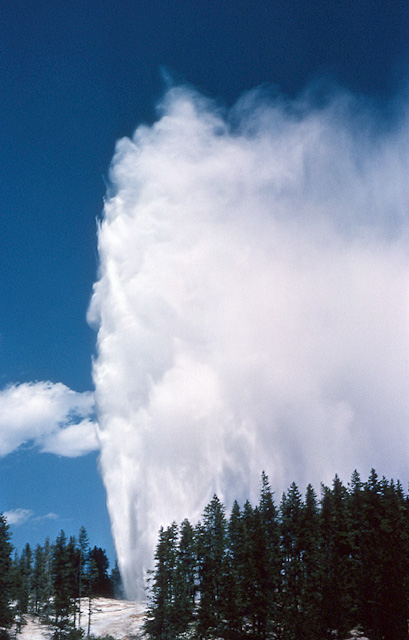
Steamboat-Geysir

Der Geysir mit den höchsten Eruptionen der Erde ist der Steamboat-Geysir im Yellowstone-Nationalpark. Die höchste Wurfhöhe der Fontäne dieses Geysirs, die je beobachtet wurde, betrug 130 m. Eine große Eruption ist beim Steamboat selten, aber dann erreicht er meistens Höhen von mindestens 76 m.
Der Geysir mit den höchsten Ausbrüchen in der Geschichte war der Waimangu-Geysir in Neuseeland mit einer Fontäne bis 460 m Höhe. Der Geysir existierte nur von 1900 bis 1904. Er wurde durch einen Erdrutsch verschüttet.
Grot Yubileinyi im Tal Dolina Geiserow auf der Halbinsel Kamtschatka wirft hoch und weit. Die Fontäne wird schräg ausgeworfen und erreicht eine Höhe von ca. 33 m und eine Weite von bis zu 76 m.
Die regelmäßigsten Intervalle wurden im Yellowstone-Nationalpark über die letzten Jahre am Riverside-Geysir gemessen und wenn der Castle-Geysir nicht gerade in kleinen Eruptionen ausbricht, übertrifft er den Riverside-Geysir sogar an Regelmäßigkeit.
Auf dem Neptunmond Triton gibt es Stickstoffgeysire, die ein Gemisch aus flüssigem Stickstoff und mitgerissenem Gesteinsstaub bis in 8 km Höhe ausstoßen.